# Compay Segundo
Máximo Francisco Repilado Muñoz, més conegut com a Compay Segundo, (Siboney, Santiago de Cuba, 18 de novembre de 1907 - L'Havana, 14 de juliol de 2003) fou un músic i compositor cubà d'àmplia trajectòria mundial.
Va arribar a ser un popular compositor i intèrpret, molt conegut entre els amants de la música cubana. Va començar tocant la guitarra, el clarinet i el canoa. Va ser l'inventor de l'armónico, un instrument de set cordes, híbrid de la guitarra clàssica i el tres cubà. També va tocar la tumbadora.
Va començar la seua carrera musical molt jove quan va compondre les seues primeres cançons i tocava en grups de Santiago amb el seu conegut harmònic. Però la seua fama internacional li va arribar en 1997 amb la seua participació en el disc Buena Vista Social Club, el qual va guanyar diversos premis Grammy. Compay Segundo va aparéixer també en la pel·lícula del mateix nom realitzada posteriorment per Wim Wenders.
En els últims anys va actuar davant de milions d'espectadors i va gravar nou discos. No va poder complir el seu somni d'arribar a l'edat de 116 anys, la qual va morir la seva àvia. Va morir en L'Havana a causa d'una insuficiència renal amb 95 anys.
La cançó més important de Compay Segundo és "Chan Chan".

## Discografia
- 1942-1955
  - "Sentimiento Guajiro"
  - "Cantando en el Llano"
  - "Compay Segundo y Compay Primo"
  - "Mi Son Oriental"
  - "Los Reyes del Son"
  - "Los Compadres"

- 1956-1995
  - "Balcón de Santiago"
  - "Balcón de Santiago - Reedición"
  - "Saludo, Compay"

- 1996-2002
  - "Cien Años de Son"
  - "Son del Monte"
  - "Buena Vista Social Club"
  - "Antologia" (1997)
  - "Lo Mejor de la Vida"
  - "Calle Salud" 1999
  - "Yo Soy del Norte"
  - "Antologia" (2001)
  - "Las Flores de la Vida"
  - "Duets" (2002)

## Enllaços
- Malabana, (pel·lícula del 2001)